# Cinema (album de Nazareth)
Albums de Nazareth
The Catch
(1984) Snakes’N’Ladders
(1989)
Cinema est le seizième album studio du groupe écossais Nazareth, sorti en février 1986 et une fois n'est pas coutume ne contenant aucune reprise.

## Cinema
1. Cinema (Pete Agnew/Manny Charlton/Dan McCafferty/Darrell Sweet) - [4 min 41 s]
2. Juliet (Pete Agnew/Manny Charlton/Dan McCafferty/Darrell Sweet) - [4 min 08 s]
3. Just Another Heartache (Manny Charlton) - [5 min 03 s]
4. Other Side Of You (Manny Charlton) - [3 min 44 s]
5. Hit The Fan (Manny Charlton) - [3 min 35 s]
6. One From The Heart (Manny Charlton) - [4 min 23 s]
7. Salty Salty (Pete Agnew/Manny Charlton/Dan McCafferty/Darrell Sweet) - [3 min 47 s]
8. White Boy (Manny Charlton) - [5 min 08 s]
9. A Veterans Song (Pete Agnew/Manny Charlton/Dan McCafferty/Darrell Sweet) - [5 min 29 s]

## BBC Friday Rock (Bonus CD 2011)
10. Beggars Day - [4 min 11 s]
11. Cocaine - [3 min 55 s]
12. Party Down - [4 min 13 s]
13. This Month's Messiah - [5 min 23 s]
14. This Flight Tonight - [4 min 03 s]
15. Bad Boy - [4 min 45 s]
16. Teenage Nervous Breakdown - [4 min 18 s]
- Enregistré au BBC Friday Rock Show sur BBC Radio 1 et diffusé le 14 octobre 1984

## Musiciens
- Dan McCafferty (chant)
- Manny Charlton (guitares)
- Pete Agnew (basse, chant)
- Darrell Sweet (batterie, chant)

## Musicien additionnel
Calum Malcolm (émulateur "Cinema")

## Crédits
- Produit, enregistré, mixé par Eddie Delana, sauf "Cinema" produit par Manny Charlton et enregistré par Calum Malcolm.
- Producteur exécutif : Doug Banker
- Enregistré aux Pearl Sound Studios, Canton (Michigan, USA), Cava Sound Workshops (Glasgow, Écosse), Castle Sound Studios (Pencaitland, Écosse)
- Mixé aux Jacobs Studios (Farnham, Angleterre)
- Pholographie : Peter Anderson